# خوان خوسه مونیانته
خوان خوسه مونیانته (اسپانیایی: Juan José Muñante‎; ۱۲ ژوئن ۱۹۴۸ – ۲۳ آوریل ۲۰۱۹) بازیکن فوتبال اهل پرو بود.
از باشگاه‌هایی که در آن بازی کرده‌است می‌توان به باشگاه فوتبال اونیورسیتاریو ده دپورتس و باشگاه فوتبال اونیورسیداد ناسیونال اشاره کرد.
وی همچنین در تیم ملی فوتبال پرو بازی کرده‌است.